# 庞代
庞代（法語：Pendé，法語發音：[pɑ̃de]）是法国上法蘭西大區索姆省的一个市镇，属于阿布维尔区。

## 地理
庞代（50°9'35"N, 1°35'2"E）面积16.43 平方千米，位于法国上法蘭西大區索姆省，该省份为法国北部沿海省份，北起加来海峡省和北部省，西接滨海塞纳省和大西洋英吉利海峡，南至瓦兹省，东临埃纳省。
与庞代接壤的市镇（或旧市镇、城区）包括：阿雷、埃斯特雷伯夫、朗谢尔、尼巴、圣布利蒙、索姆河畔圣瓦勒里。
庞代的时区为UTC+01:00、UTC+02:00（夏令时）。

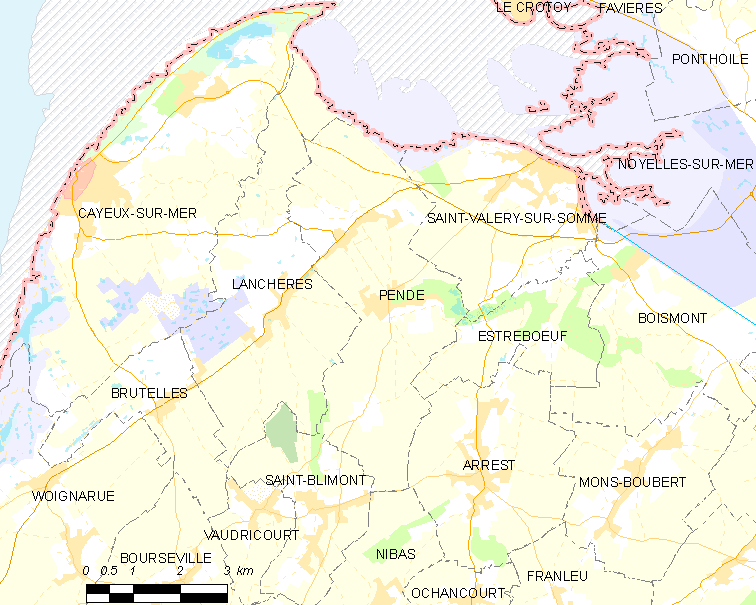
庞代的OSM定位图

## 行政
庞代的邮政编码为80230，INSEE市镇编码为80618。

## 政治
庞代所属的省级选区为弗里维尔-埃斯卡博坦县。

## 人口

1962-2008年间庞代人口变化图示

庞代于2022年1月1日时的人口数量为1035人。